# Paja de Sombrero
Paja de Sombrero es un corregimiento del distrito de Gualaca en la provincia de Chiriquí, República de Panamá. La localidad tiene 653 habitantes (2010).